# Manigoto
Manigoto es una freguesia portuguesa del concelho de Pinhel, con 15,72 km² de superficie y 195 habitantes (2001). Su densidad de población es de 12,4 hab/km².